# Polybia batesi
Polybia batesi är en getingart som beskrevs av Richards 1978. Polybia batesi ingår i släktet Polybia och familjen getingar. Inga underarter finns listade i Catalogue of Life.